# Pusztaújlak
Pusztaújlak (Uileacu de Criș) település Romániában, a Partiumban, Bihar megyében.

## Fekvése
A Sebes-Körös völgyében, Mezőtelegdtől északkeletre, a nagyvárad–kolozsvári vasútvonal közelében fekvő település.

## Története
Pusztaújlak Árpád-kori település. Nevét már 1283-ban p. Wylak néven említette oklevél.
1409-ben Vylaka, 1561-ben Pwztha Wylak, 1808-ban Újlak (Puszta-), 1913-ban Pusztaújlak néven írták.
1333-1334-ben a pápai tizedjegyzék szerint papja 5 garas pápai tizedet fizetett.

1282-ben a Rátót nemzetségbeliek birtoka volt. Az e nemzetségből származó Leustach, István és Olivér osztoztak meg rajta.
1336-ban a Rátót nemzetség tagjai a birtokot több más biharvármegyei falvakkal együtt elcserélik némely gömörmegyei falvakért a Csanád nemzetséggel.
1360-ban Telegdi Tamás kalocsai érsek és rokonai atyafiságosan megosztoznak rajta.
1388-ban a Putnoky család, 1422-ben a Zoárfiak és 1465-ben a panaszi Pázmán család is bír itten részeket.
A 19. század első felében a gróf Haller és a gróf Korniss család volt a földesura, a 20. század elején pedig Telegdi József a birtokosa.
1851-ben Fényes Elek írta a településről:
Puszta-Ujlak, Bihar vármegyében, 618 református lakossal anyatemplommal, 8 2/4 urbéri telekkel. Bikkes erdeje nagy és igen szép. Birják Haller és Kornis grófok .
1910-ben 757 lakosából 724 magyar, 31 román volt. Ebből 40 római katolikus, 625 református, 49 görögkeleti ortodox volt.
A trianoni békeszerződés előtt Bihar vármegye Központi járásához tartozott.

## Nevezetességek
- Református temploma az ősi egyház helyén, a 18. század második felében épült.